# Pavel Brăila
Pavel Brăila (n. 1971, Chișinău, RSS Moldovenească, URSS) este un artist conceptual din Republica Moldova care se exprimă în film, video⁠(d), instalație, fotografie și artă interpretativă⁠(d).

## Biografie
Pavel Brăila a studiat la Universitatea Tehnică a Moldovei (Chișinău, Republica Moldova), Jan van Eyck Academie⁠(d) (Maastricht, Țările de Jos) și Le Fresnoy⁠(d) (Tourcoing, Franța).
Proiectul cinematografic al lui Brăila intitulat Shoes for Europe a fost prezentat la documenta11⁠(d) în 2002.
În 2007, în calitate de artist rezident⁠(d) la programul DAAD „Artists-in-Berlin”, Brăila a realizat instalația Barons' Hill la Neue Nationalgalerie⁠(d). Scurtmetrajul său Definitively Unfinished⁠(d) a avut premiera la Festivalul Internațional de Scurtmetraj de la Oberhausen⁠(d) și a fost distins cu Premiul Ministrului-Președinte al Renaniei de Nord-Westfalia în 2009.
Brăila a participat la numeroase expoziții de grup, la instituții precum Muzeul Boijmans Van Beuningen⁠(d), Rotterdam; Tate Gallery⁠(d), Londra; Renaissance Society⁠(d), Chicago; Asociația de Artă din Köln⁠(d), Köln; Palazzo delle Stelline⁠(d), Milano; Colecția Essl⁠(d), Klosterneuburg; Royal College of Art Galleries, Londra; Moderna Museet⁠(d), Stockholm; Stedelijk Museum Schiedam; documenta 14⁠(d), Kassel; Manifesta 10, Sankt Petersburg.